# إرميا ديكسون
إرميا ديكسون (بالإنجليزية: Jeremiah Dixon) (و. 1733 – 1779 م) هو عالم فلك من المملكة المتحدة. ولد في دورهام. كان عضوًا في الجمعية الملكية.
توفي في دورهام، عن عمر يناهز 46 عاماً.

## جوائز
حصل على جوائز منها:
- زميل في الجمعية الملكية.